# Hänninsaari
Hänninsaari är en ö i Finland. Den ligger i sjön Synsiä och i kommunen Kangasniemi i den ekonomiska regionen  S:t Michel och landskapet Södra Savolax, i den södra delen av landet, 230 km norr om huvudstaden Helsingfors. Öns area är 14,9 hektar och dess största längd är 0,7 kilometer i sydöst-nordvästlig riktning.